# Моделювання бізнес-процесів

Приклад моделювання бізнес-процесів

Моделюва́ння бі́знес-проце́сів (англ. Business process modeling — BPM) — формалізований і виконаний за певними правилами опис послідовності дій фахівців у формі логічних блок-схем, що визначають вибір подальших дій, виходячи з ситуативного факту. Наприклад: «якщо всі документи для формування страхового акта є в наявності, то формуємо цей документ. Якщо немає, то вживаємо заходів для отримання документів, яких не вистачає». У моделі бізнес-процесів певні послідовності окремих дій об'єднуються у відповідні процедури та сценарії бізнес-процесів. Описується взаємодія фахівців різних підрозділів в рамках одного бізнес-процесу.
Моделювання бізнес-процесів — це процесове відображення (як правило, графічне) діяльності підприємства з тим, щоб надалі дані процеси можна було аналізувати й вдосконалювати.

## Цілі
Метою моделювання бізнес-процесів як правило є:
- Документація бізнесу компанії
  - Для отримання знання про бізнес
  - Формування карти підрозділів
  - Переведення бізнесу в інші місця
  - Для задоволення потреб бізнес-партнерів або об'єднань (наприклад, з метою сертифікації)
  - Для навчання співробітників (передачі знань)
  - Для впровадження (підтримки системи менеджменту якості) та екологічного менеджменту

- Підготовка бізнес-процесів (який зазвичай починається з аналізу фактичного стану)
  - З метою впровадження нових організаційних структур
  - Впровадження аутсорсингу

- Підготовка та автоматизації ІТ-підтримки бізнес систем
- Визначення показників процесу
- Бенчмаркінг
- Найкраща практика
- Організаційні зміни
  - При підготовці до продажу бізнесу
  - При підготовці до інтеграції компаній або їх частин
  - Введення або зміна ІТ-систем та/або організаційних структур
- Участь у конкурсах (наприклад, Європейський фонд управління якістю)
- Удосконалення внутрішніх процесів.

## Використання

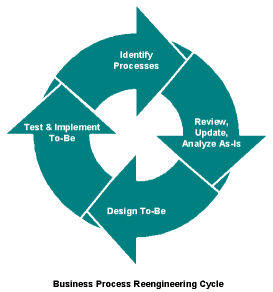
Цикл вдосконалення бізнес-процесу

Моделювання бізнес-процесів, як правило, здійснюється та використовується бізнес-аналітиками і менеджерами, які прагнуть підвищити ефективність процесу та їх якість.
У великих компаніях без формалізації та опису бізнес-процесів складно забезпечити належний рівень виконавської й технологічної дисципліни. Формалізація та опис бізнес-процесів є ключовою умовою для їх автоматизації.
Взаємозв'язана система бізнес-процесів зображає весь комплекс завдань і функцій структурних підрозділів, виконання яких необхідно забезпечити в процесі діяльності компанії. Моделювання бізнес-процесів дозволяє, незалежно від актуальної чисельності персоналу компанії, на будь-якому етапі її еволюційного розвитку, дозволяє закріпити ті або інші функції не тільки за конкретними структурними підрозділами, але і за конкретними фахівцями. В міру збільшення чисельності персоналу, створення нових структурних підрозділів можна гнучко перерозподіляти функції та завдання структурних підрозділів.
Графічний опис бізнес-процесів та їх імітація це методи аналізу бізнес-процесів, ефективність яких доведена багаторічною практикою використання та численними дослідженнями.

## Мови графічного моделювання
На сьогодні найвідомішими мовами (нотаціями) графічного моделювання бізнес-процесів є UML, ARIS, IDEF (IDEF0, IDEF3 у програмній інтерпретації BPwin), BPMN.

## Історія

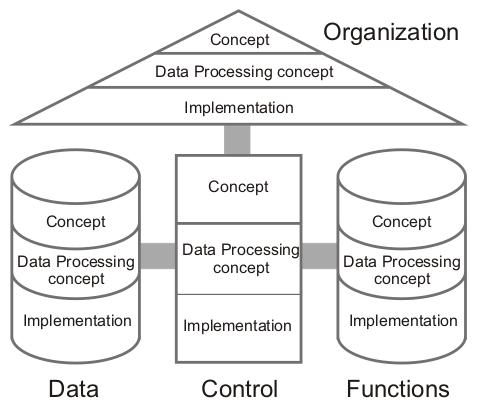
Організаційна модель в нотації ARIS

Методи моделювання бізнес-процесів, таких як схема, функціональна блок-схема потоку, схема контролю, Діаграма Ганта, PERT-діаграми, і IDEF з'явилися з початку 20 століття. Діаграми Ганта були одними з перших в 1900 році, схеми в 1920 р. Функціональна блок-схема потоку і PERT в 1950-х, потоку даних і діаграми IDEF в 1970-х. Серед сучасних методів уніфікована мова моделювання.
Термін «моделювання бізнес-процесів» сам по собі був придуманий у 1960-ті роки в галузі інженерних систем. С. Вільямс в 1967 «Моделювання бізнес-процесів покращує адміністративний контроль» («Business Process Modeling Improves Administrative Control»). Його ідея полягала в тому, що методи для отримання глибшого розуміння фізичних систем управління можуть бути використані аналогічним чином для бізнес-процесів.
У 1990-х років термін «процес» набув нової парадигми. Нові методики, такі як реорганізація бізнес-процесів, впровадження інноваційних бізнес-процесів, управління бізнес-процесами, комплексне бізнес-планування спрямовані на вдосконалення процесів у всіх традиційних функціях, які утворюють компанію.
Моделювання бізнес-процесів лягли в основу нових методик, що, наприклад, також підтримує збір даних, аналіз потоку, діаграми процесів та звітності. Близько 1995 були представлені перші програмні візуально-орієнтовані інструменти для моделювання і впровадження бізнес-процесів.

## Абревіатура BPM
Моделювання бізнес-процесів відіграє величезну роль в управлінні бізнес-процесами. Необхідно відзначити, що в англійському перекладі обидва види діяльності мають однакову абревіатуру BPM (Business Process Modeling та Business Process Management, відповідно), що часто призводить до плутанини. Цей факт необхідно враховувати, тому що більшість літератури з даного предмету видано англійською мовою.